# Víctor Ayala Núñez
Víctor Ayala Núñez (1988. január 1. –) paraguayi labdarúgó, középpályás, az argentin CA Lanús játékosa.
A paraguayi válogatott tagjaként részt vett a 2016-os Copa Américán.

## Sikerei
CA Lanús
- Copa Sudamericana győztes: 2013